# Allsvenskan 1965
L'edizione 1965 del campionato di calcio svedese (Allsvenskan) vide la vittoria finale del Malmö FF.
Capocannoniere del torneo fu Bo Larsson (Malmö FF), con 28 reti.

## Classifica finale
|    | Classifica     | G  | V  | N  | P  | GF | GS | Punti |
| -- | -------------- | -- | -- | -- | -- | -- | -- | ----- |
| 1  | Malmö FF       | 22 | 15 | 4  | 3  | 64 | 24 | 34    |
| 2  | Elfsborg       | 22 | 13 | 6  | 3  | 52 | 20 | 32    |
| 3  | AIK            | 22 | 12 | 6  | 4  | 40 | 29 | 30    |
| 4  | IFK Norrköping | 22 | 9  | 10 | 3  | 41 | 25 | 28    |
| 5  | IFK Göteborg   | 22 | 9  | 7  | 6  | 31 | 35 | 25    |
| 6  | Örebro         | 22 | 5  | 13 | 4  | 23 | 27 | 23    |
| 7  | Örgryte        | 22 | 8  | 5  | 9  | 52 | 42 | 21    |
| 8  | Djurgården     | 22 | 7  | 6  | 9  | 40 | 34 | 20    |
| 9  | Degerfors      | 22 | 6  | 4  | 12 | 29 | 41 | 16    |
| 10 | Helsingborg    | 22 | 4  | 8  | 10 | 28 | 59 | 16    |
| 11 | Hammarby       | 22 | 5  | 3  | 14 | 36 | 48 | 13    |
| 12 | GIF Sundsvall  | 22 | 1  | 4  | 17 | 19 | 71 | 6     |

### Verdetti
- Malmö FF campione di Svezia 1965.
- Hammarby IF e GIF Sundsvall retrocesse in Division 2.